# Sérgio Jimenez

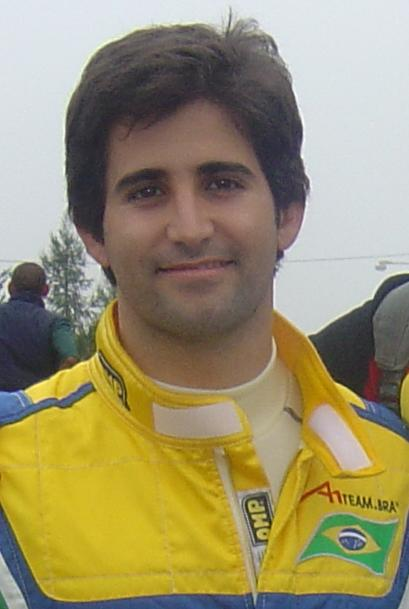
Sérgio Jimenez

Sérgio Jimenez (Piedade, São Paulo, 15 mei 1984) is een Braziliaans autocoureur.

## Loopbaan
Jimenez begon zijn loopbaan in 1994 met karting en nam in 2002 deel aan het Braziliaanse Formule Renault kampioenschap, wat hij won. In 2006 nam hij deel aan het Spaanse Formule 3-kampioenschap. Jimenez reed in 2007 vijf races voor Racing Engineering in de GP2, voordat hij na Monaco wordt vervangen door Ernesto Viso. In het A1GP seizoen 2007-2008 reed hij ook voor het A1 Team Brazilië.

## GP2 resultaten
| Jaar | Inschrijving       | 1          | 2          | 3         | 4         | 5          | 6       | 7       | 8       | 9       | 10      | 11      | 12      | 13      | 14      | 15      | 16      | 17      | 18      | 19      | 20      | 21      | Rang | Punten |
| ---- | ------------------ | ---------- | ---------- | --------- | --------- | ---------- | ------- | ------- | ------- | ------- | ------- | ------- | ------- | ------- | ------- | ------- | ------- | ------- | ------- | ------- | ------- | ------- | ---- | ------ |
| 2007 | Racing Engineering | BHR FEA 19 | BHR SPR NF | ESP FEA 7 | ESP SPR 5 | MON FEA 17 | FRA FEA | FRA SPR | GBR FEA | GBR SPR | EUR FEA | EUR SPR | HUN FEA | HUN SPR | TUR FEA | TUR SPR | ITA FEA | ITA SPR | BEL FEA | BEL SPR | VAL FEA | VAL FEA | 24   | 4      |